# Progetto Morte
Progetto Morte (italienisch Projekt Tod) war ein Mitte der 1990er Jahre aktives italienisches Musikprojekt, dessen Musik dem Post-Industrial-Subgenre Death Industrial zugerechnet wird.

## Geschichte
Progetto Morte wurde von Marco Corbelli als Nebenprojekt zu Atrax Morgue in der Kooperation mit Walter Piano gegründet. Als konzeptionelle Idee benannten die Musiker die Vermittlung eines „Gefühls absoluter Inexistenz“. Anders als in Corbellis weiteren Projekten beschränkte er sich in der Arbeit mit Progetto Morte auf die Musik, während Piano die Texte verfasste und den Gesang übernahm. Das musikalische Schaffen des Projektes beschränkte sich auf drei Musikkassetten und vereinzelte Auftritte in den Jahren 1995 und 1996. Zwei der MCs erschienen auf Corbellis eigenem Label Slaughter Productions, eine dritte in strenger Limitierung auf 30 Exemplare über V.I.T.R.I.O.L. Im Jahr 1996 trat das Duo in Turin auf. Weitere gemeinsame Aktivitäten blieben nachkommend aus. Im Verlauf der 1990er und 2000er wurde Corbelli, insbesondere mit seinem Hauptprojekt und seinem Label, zu einer bekannten Figur des Death Industrials und Power Electronics, womit auch Progetto Morte an Popularität gewann. Nach Corbellis Suizid am 6. Mai 2007 wurden die Aufnahmen durch das Label Urashima als LP erneut aufgelegt.

## Stil
Die von Progetto Morte gespielte Musik entspricht jenem Death Industrial, für den Corbelli und sein Label überwiegend bekannt wurden. Die Musik variiert raumfüllend dröhnende Klanglandschaften eines kalten, klinischen sowie monolithischen Death Industrial mit knirschend und knarzend metallischen Klängen, zu welchen Walter Piano „nihilistische Schmerzpoesie“ vorträgt.

## Diskografie (Auswahl)
- 1995: New Day (MC, Slaughter Productions)
- 1995: Progetto Morte (MC, Slaughter Productions; 2001: Slaughter Productions; CD 2017: LP, Urashima)
- 1995: Evilive Dead (MC, V.I.T.R.I.O.L.)